# Кераміка Джьомон

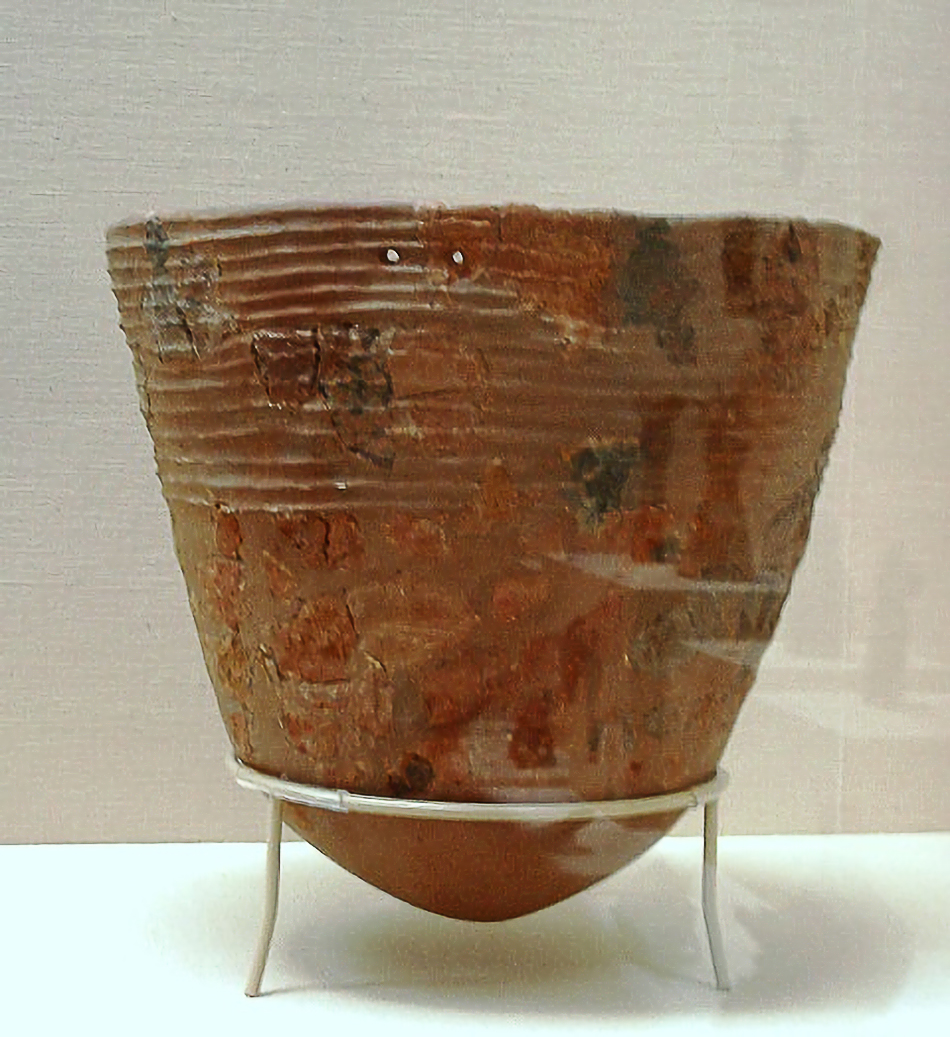
Рання шнурова кераміка періоду Джьомон 10000–8000 рр. до н.е.

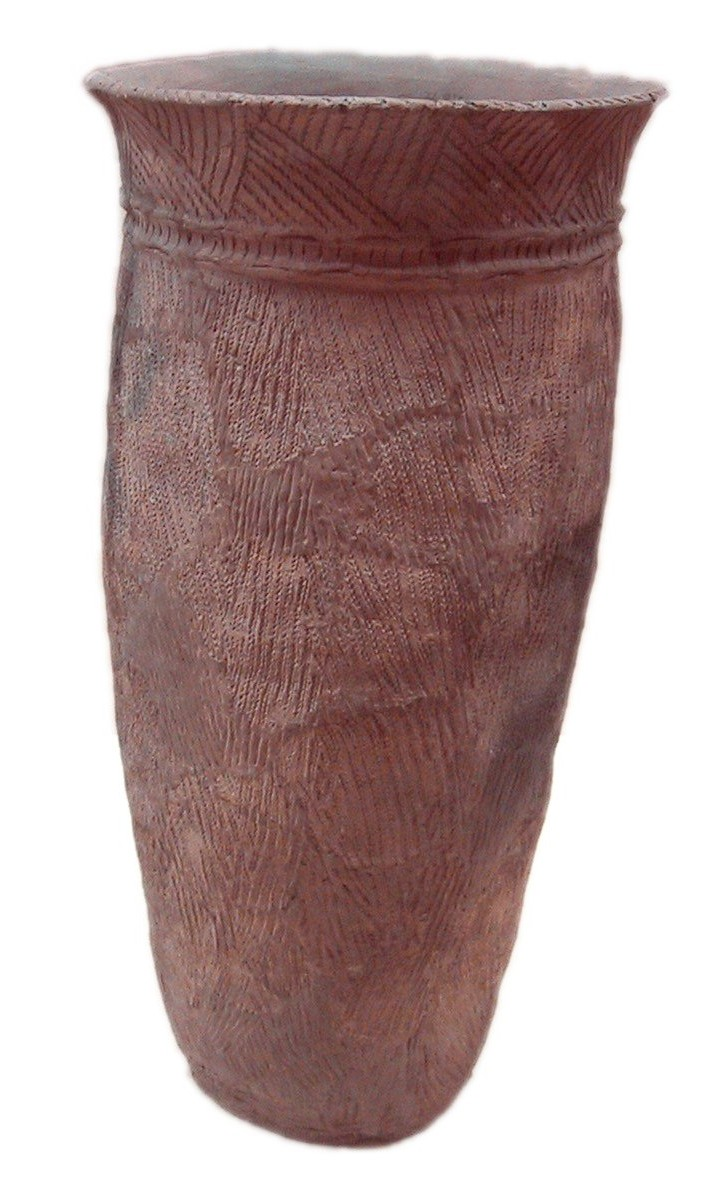
Шнурова кераміка середнього періоду Джьомон 5000–4000 рр. до н. е.

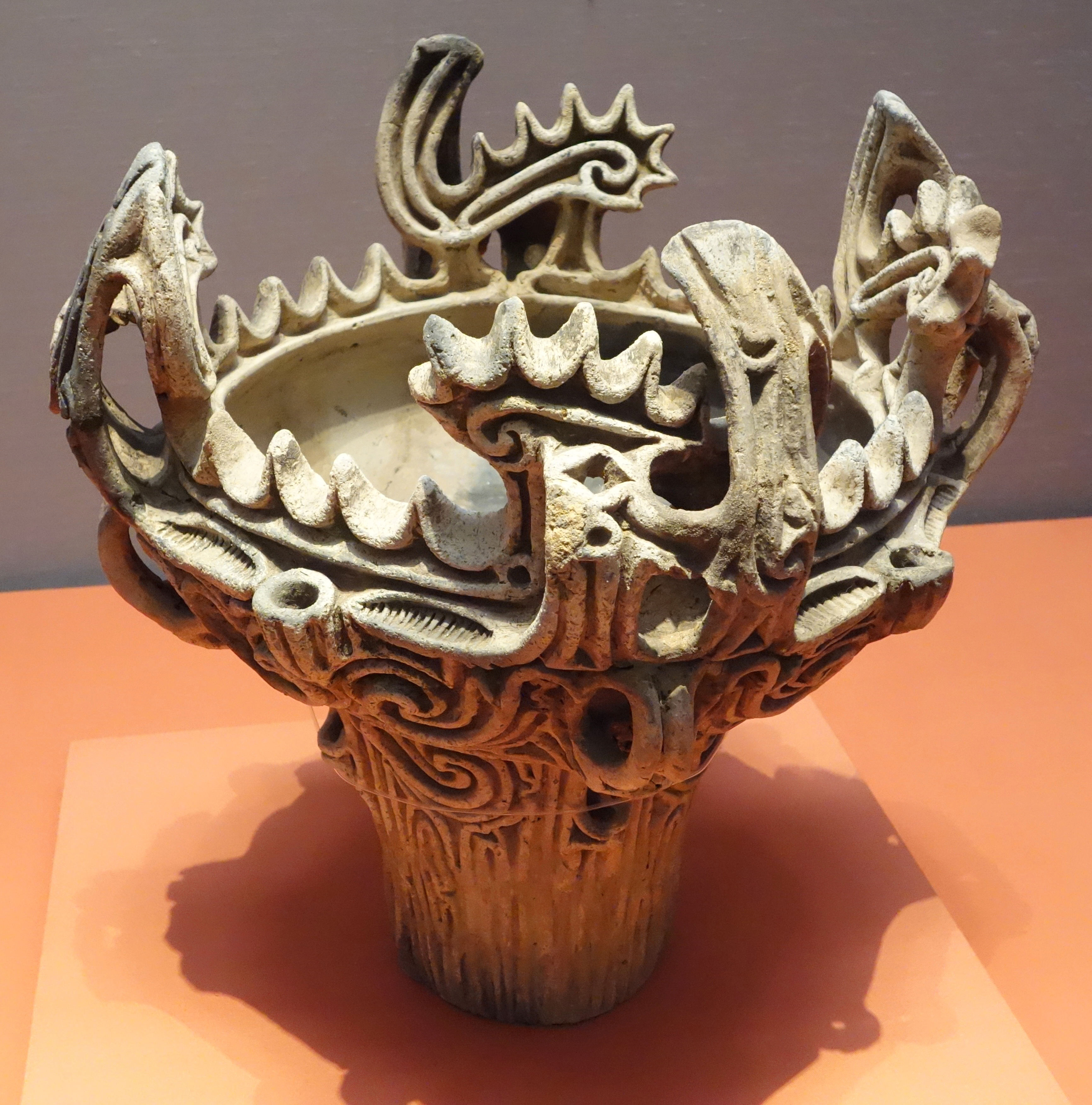
Посудина Джьомон 3000–2000 рр. до н. е. (Яскрава кераміка, Каен-Докі)

Кераміка Джьомон (яп. 縄文土器, Jōmon doki)   - різновид давньої глиняної кераміки, яку виготовляли в неолітичний період історії Японії - Джьомон. Термін "Jōmon" (縄 文) означає " оздоблювати мотузкою", що є фактичним описом візерунків, які залишилися на глині.

## Контур

### Найдавніша кераміка в Японії
Керамічний посуд, який був виготовлений в Стародавній Японії в період Джьомон є визнаним, найстарішою керамікою в Японії та однією з найстаріших у світі . 

### Датування
Станом на 2021 рік найстарішу в Японії кераміку було знайдено в місці Одай Ямамото I, що в префектурі Аоморі. Під час розкопок 1998 року було знайдено сорок шість глиняних фрагментів, які були датовані 14 500 р до н.е. (16500 років тому); що робить їх найбільш ранніми керамічними виробами, які відомі на сьогодні.  Це звичайні не оздоблені шматки кераміки. Дане датування ставить початок розвитку кераміки ще перед періодом потепління в кінці Плейстоцену.
Кераміка "лінійно-рельєфного" типу була знайдена також у шарі III в печері Фукуї і датується 13 850 - 12 250 рр. до н. е. Це місце знаходиться в префектурі Нагасакі, Кюсю . Кераміка з лінійно-рельєфним та нігтево-відтисковим типом була знайдена в смітниковому кургані Торіхама в префектурі Фукуї і відноситься до 12000-11000 рр. до н. е. 
Залишки кераміки, що були виявлені в печері на північно-західному узбережжі Кюсю, після проведення радіоізотопних тестів  датуються 12 700 рр. до н. е. 
Багато хто вважає, що кераміка Джьомон, була виготовлена навіть раніше цієї дати. Однак, через неоднозначність та численні досліди, які засновані на різних техніках датування і підтверджують різні дати, важко точно сказати, наскільки давно була зроблена кераміка Джьомон. Деякі джерела заявляють про археологічні відкриття, що датують вироби 14 тисячоліттям до нашої ери.  

### Хронологія
Період Джьомон в Стародавній Японії тривав приблизно до 300 р. до н. е. і поділяється на шість періодів: 
Зародковий Джьомон (草創期, そうそうき, сосокі) 10 500–8 000 рр. до н. е., 
Початковий Джьомон (早期, そうき, сокі) 8 000–5 000 рр. до н. е., 
Ранній Джьомон (前期, ぜんき, дзенкі) 5 000–2 500 рр. до н. е., 
Середній Джьомон (中(期, ちゅうき, чюкі) 2500 -1500 рр. до н. е., 
Пізній Джьомон (後期, こうき, кокі) 1500–1000 рр. до н. е.,
Кінцевий Джьомон (晩期, ばんき, банкі)1000–300 рр. до н. е. 
У Японії є понад 80 пам’яток, де були знайдені фрагменти кераміки з Зародкового періоду Джьомон , але більшість фрагментів кераміки Джьомон походять з пізніших періодів.
Після неї наступила епоха кераміки Яйой .

### Характеристика
Більшість глиняних виробів Джьомон мають округле дно і самі посудини, як правило, невеликі. Це вказує на те, що начиння використовувалося для кип’ятіння, можливо, варіння їжі, ставлячи його над вогнем.  Пізніше кераміка Джьомон стає все більш складною, особливо в Середній період. Обідки горщиків стали набагато складнішими та оздобленими. 
Сама назва Джьомон означає "оздоблювати мотузкою". Що є прямим посиланням до поверхні кераміки на якій були видимі візерунки створені втисненням мотузки в глину перед її нагріванням до приблизно 600–900 градусів Цельсія. 
Особливим видом глиняних статуеток, вироблених у цей період, є доґу .

## Дивитися також
- Культура шнурової кераміки, доісторична європейська культура, що також характеризується керамікою з відбитками шнура та мотузки
- народ Еміші

## зовнішні посилання
Вікісховище має мультимедійні дані за темою: Кераміка Джьомон
- Японська кераміка Догу - глиняні статуетки [Архівовано 8 травня 2015 у Wayback Machine.]
- Міст мрій: колекція японського мистецтва Мері Гріггз Берк [Архівовано 4 квітня 2018 у Wayback Machine.], каталог Метрополітен-музею художніх бібліотек (повністю доступний в Інтернеті у форматі PDF), що містить матеріали про кераміку Джьомон (див. Покажчик)
- Вичерпна база даних звітів про археологічні розкопки в Японії [Архівовано 10 жовтня 2020 у Wayback Machine.], Національний науково-дослідний інститут культурних цінностей Нари

1. 1 2  Craig, O.E; Saul, H. (2013). Earliest evidence for the use of pottery. Nature. 496 (7445): 351—4. doi:10.1038/nature12109. PMID 23575637.
2. ↑  Kaner, S. (2003). Jomon pottery, Japan. Current World Archaeology. Current Publishing. Архів оригіналу за 18 березня 2013. Процитовано 27 вересня 2016.
3. ↑  Junko Habu, Ancient Jomon of Japan. [Архівовано 7 червня 2020 у Wayback Machine.] Volume 4 of Case Studies in Early Societies. Cambridge University Press, 2004 ISBN 0521776708 p.29
4. 1 2 3  Rice, Prudence M. “On the Origins of Pottery.” Journal of Archaeological Method and Theory 6, no. 1 (1999): 1–54. Database on-line. Springerlink; accessed October 3, 2007.
5. 1 2  Kuzmin, Yaroslav V. “Chronology of the earliest pottery in East Asia: progress and pitfalls.” Antiquity 80, (2006): 362–371. Database on-line. EBSCOhost; accessed October 3, 2007.
6. ↑  Hall, M. E. “Pottery Styles during the Early Jomon Period: Geochemical Perspectives on the Moroiso and Ukishima Pottery Styles.” Archaeometry 43, no. 1 (2001): 59–75. Database on-line. Academic Search Complete, EBSCOhost; accessed October 5, 2007.
7. ↑  The Maebashi-shi Board of Education (2016). 移りゆく縄文土器. Comprehensive Database of Archaeological Site Reports in Japan. Процитовано 1 вересня 2016.
8. ↑  Pearson, Richard. “Debating Jomon Social Complexity.” Asian Perspectives 46, no.2 (2007): 361–388. Database on-line. Project Muse; accessed October 5, 2007.